# Candelaio
Il Candelaio è una commedia teatrale in cinque atti del filosofo italiano Giordano Bruno, pubblicata per la prima volta a Parigi nel 1582 dall'editore Guglelmo Giuliano.

## Genesi e struttura
(Candelaio 1994, p. 7, dedica)
In quegli anni il filosofo soggiornava nella città di Parigi sotto la protezione di Enrico III di Francia, occupando un posto di prestigio nel collegio accademico reale.
Alla complessità del linguaggio, un italiano popolaresco e colorito che inserisce termini in latino, toscano e napoletano, un linguaggio denso di metafore, allusioni oscene, sottintesi, citazioni e storpiature linguistiche, corrisponde una trama eccentrica e complessa, fondata su tre storie principali, quelle di Bonifacio, Bartolomeo e Manfurio. Il candelaio Bonifacio, pur sposato con la bella Carubina, corteggia la signora Vittoria ricorrendo a pratiche magiche; l'avido alchimista Bartolomeo si ostina a voler trasformare i metalli in oro; il grammatico Manfurio si esprime in un linguaggio incomprensibile. In queste tre storie si inserisce quella del pittore Gioan Bernardo, voce dell'autore stesso che con una corte di servi e malfattori si fa beffe di tutti e conquista Carubina.
Nella commedia, dove Bruno definisce se stesso un «accademico di nulla accademia», è mostrato un mondo assurdo, violento e corrotto, rappresentato con amara comicità, dove gli eventi si succedono in una trasformazione continua e vivace.
Lo stesso apparato introduttivo ai cinque atti in cui la commedia è suddivisa risulta inconsueto e articolato, ponendosi in contrasto con i canoni della commedia tradizionale rinascimentale: alla poesia iniziale indirizzata ai poeti e a una dedica alla signora Morgana B. (probabilmente una conoscente di Bruno), seguono un "argumento", dove Bruno riassume la trama; un "antiprologo", dove l'autore capovolgendo subito quanto proposto in precedenza, ironizza sulla possibilità stessa di rappresentare realmente questa commedia; un "proprologo", dove egli polemizza contro le ideologie false, e un "bidello", che finalmente licenzia la commedia.
Venti sono i personaggi e settantasei il numero di scene complessive.

## Ambientazione e trama

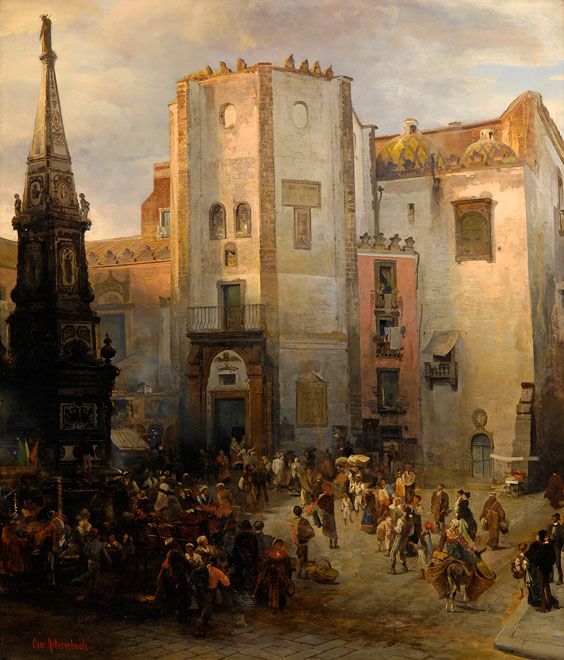
Esterno della Chiesa di San Domenico Maggiore che si affaccia su Spaccanapoli, poco distante dai luoghi dove si svolgono le azioni della commedia, dipinto di Oswald Achenbach, XIX-XX secolo. Nel convento Giordano Bruno completò il suo noviziato.

La commedia è ambientata nella Napoli del secondo Cinquecento, di cui abbiamo, come rileva Pasquale Sabbatino, il ritratto cartografico disegnato da Du Pérac e stampato da Antoine Lafréry a Roma nel 1566 e la descrizione di Giovanni Tarcagnota, Del sito, et lodi della città di Napoli, apparsa a Napoli, nello stesso anno, presso Scotto. Le scene si svolgono presso il seggio del Nilo, uno dei distretti amministrativi del tempo, situato presso il decumano inferiore e vicinissimo alla piazza San Domenico Maggiore, dove Giordano Bruno seguì il suo percorso ecclesiastico.
Bonifacio, marito di Carubina, confida a Bartolomeo di essere innamorato della signora Vittoria, in realtà una prostituta, che vorrebbe conquistare senza dover ricorrere al denaro. Bartolomeo, un alchimista, gli confida a sua volta di avere anche lui un sogno: trasformare in oro e argento i metalli. Il pedante Manfurio, cui Bonifacio commissiona la scrittura di un'epistola amorosa, si esprime con frasi fatte e citazioni latine parlando a sproposito e mostrando di non comprendere quello che gli succede intorno. Sprezzante e sarcastico il rimprovero di Sanguino, servo di Bartolomeo, nelle cui parole riecheggia tutto il dispregio di Bruno per il mondo accademico dell'epoca:
(Sanguino: atto I, scena V)
Bonifacio, sempre per lo stesso fine, commissiona all'artista Gioan Bernardo un ritratto che lo «faccia bello»; Gioan Bernardo promette ma nello stesso tempo lo prende in giro: «da candelaio volete diventar orefice», con allusione oscena al cambiamento di gusti sessuali, ma Bonifacio non intende. Non contento e sempre innamorato, Bonifacio ricorre anche a Scaramuré, un mago.
Vittoria, ragionando fra sé e sé sull'amore di Bonifacio, che giudica ridicolo, introduce due temi centrali su cui Bruno ruota lungo tutto lo svolgersi dell'azione: il tempo e l'amore. Già nella dedica Bruno scriveva che «il tempo tutto toglie e tutto dà; ogni cosa si muta, nulla s'annichila», e ora la saggia e scaltra Vittoria conclude che «chi tempo aspetta, tempo perde». Il tempo sembra essere sempre là a disposizione per fare ciò che ci piace: in realtà il tempo è inesorabile, procede trasformando tutto senza concedere nulla, ma nello stesso momento il tempo riequilibra le cose e chi sa approfittarne riesce nel suo scopo. Il piano di Vittoria è pero infame: ella si prepara a ingannare Bonifacio. L'atto II si conclude con Pollula e Barra che leggendo l'epistola amorosa composta da Manfurio ne deridono il contenuto, e conoscendo Vittoria giudicano inutile la lettera: «le donne voglion lettere rotonde».
Nel frattempo Bartolomeo, anch'egli tutto preso dalla propria passione, si mostra preda della cupidigia. Quello del denaro è un altro tema centrale nella commedia: se Bonifacio per avarizia non ricorre ai soldi come si converrebbe con una prostituta, Bartolomeo conclude che «a chi manca il danaio, non solo mancano pietre, erbe e parole, ma l'aria, la terra, l'acqua, il fuoco e la vita istessa». Entrambi «avari, insipidi e goffi» mostrano, come del resto anche Manfurio, di essere in fondo degli stolti, di non comprendere come vanno le cose nel mondo, di non conoscere in ultima analisi, sé stessi. E per questo, sembra voler concludere Bruno, meritano di essere puniti, facili prede di imbroglioni, ladri e prostitute. Le cose vanno così, è una conclusione cinica ma realistica quella di Vittoria nel suo monologo: «Il mondo sta bene come sta».
L'unico saggio sembra essere proprio Gioan Bernardo, il pittore, l'artista. Ragionando sull'intelligenza di costui e sulla dabbenaggine di altri, il truffatore Cencio commenta:
(Cencio: atto I, scena XII)
Dunque il pensiero di Bruno su questo stato di cose non appare pessimista: se nel mondo tutti avessero «giudizio, diligenza e perseveranza», non ci sarebbe spazio per i truffatori: inutilmente costoro tenderebbero le loro trame. Il mondo descritto dal Candelaio è sì un mondo disgraziato, ma nel quale è chiaramente mostrata una via di salvezza:
(Gioan Bernardo: atto V, scena IX)
Manfurio e Bartolomeo saranno derubati e picchiati più volte. Al convegno amoroso organizzato per Bonifacio, costui si presenta travestito da Gioan Bernardo, dietro orchestrazione di Vittoria e Lucia. Egli pensa così di incontrare Vittoria, amica intima del pittore e di poterla avere con l'inganno e la magia. Invece si ritrova davanti Carubina, la propria moglie travestita da Vittoria. Interviene Gioan Bernardo che smaschera l'amante e lo punisce. Non contento, il pittore convince Carubina che tradire un siffatto marito non è perdere l'onore.

## Citazioni
La commedia Candelaio è al centro della fiction Il tredicesimo apostolo - Il prescelto trasmessa dal 2012 su Canale 5.